# 朝日俊弘
朝日 俊弘（あさひ としひろ、1943年〈昭和18年〉7月26日 ‐ ）は、日本の政治家、精神科医。参議院議員（2期）を歴任。

## 概要
- 愛知県名古屋市出身。愛知県立旭丘高等学校、1970年（昭和45年）京都大学医学部医学科を卒業後、兵庫県の公立豊岡病院（精神科・神経科）に勤務。精神科の看護者らと労働組合運動に参加。
- 1984年（昭和59年） - 自治労本部中央執行委員、同衛生医療評議会事務局長。「医療社会化推進会議」事務局長を歴任。
- 1989年（平成元年) - 「全国医療」事務務局長、厚生省老人保健審議会委員。
- 1990年（平成2年） - 自治労中央執行委員、政策局・自治研事務局長。
- 1995年（平成7年） - 日本社会党から参議院議員に出馬して、初当選。
- 2001年（平成13年） - 民主党から参議院議員に出馬して、再選。
- 2007年（平成19年） - 任期満了とともに政界引退。

## 政策・主張
- 1999年、国旗及び国歌に関する法律案の参議院本会議における採決で反対。

## 著書・論文
- 『自治体精神医療論――住む所・働く場からの「精神医療」をめざして』批評社，1983
- 『地域医療計画批判』批評社，1988
- 『健康と福祉のまちづくり』悠々社，1992
- 「豊岡病院における活動報告――病院内外での過去数年間のさまざまな試みについての総括的報告」，『精神医療』2-3-2(12)，1974